# Famille Asperlin
La famille Asperlin est une famille noble éteinte valaisanne.

## Histoire
Le nom de famille provient probablement du lieudit zum Asp (« au tremble »), près de Baltschieder, dans le Canton du Valais. Son premier membre attesté est Petrus dictus Hesperlin de Ponczirro (Baltschieder), major de Rarogne, mentionné en 1290. 
Des membres de la famille se sont établis à Rarogne, Viège et Stalden, villes situées dans le Canton du Valais.
Au XVIe siècle Petermann Asperlin, fils de Rodolphe est l'auteur de la branche vaudoise de la famille.  Il acquiet plusieurs seigneuries, dont Bavois, Ballaigues et Lignerolles, par son mariage avec Colette de Gléresse. Il est reçue à la bourgeoisie d'Aubonne (1619) et de Lausanne (1650). 
La branche vaudoise s'éteint en 1759 avec Jean-Salomon d'Asperling et sa fille Emilie.

## Armoiries
Les armes de la famille se blasonnent ainsi d'or au lion d'azur lampassé et couronné de gueules.

## Généalogie
- Rodolphe Asperlin[2]
  - Henri Asperlin
  - Rodolphe Asperlin
    - Rodolphe Asperlin
    - N. Asperlin
      - Petermann Asperlin & Colette de Gléresse
        - Laurent Asperlin & Marie Champion

## Personnalités
- Henri Asperlin, évêque de Sion (1451-1457)[3].
- Rodolphe Asperlin, frère du précédent, « l'un des Valaisans les plus puissants et les plus riches de son temps »[4].